# 名鉄ワム5000形貨車
名鉄ワム5000形貨車（めいてつワム5000がたかしゃ）とは、かつて名古屋鉄道で運用されていた木造貨車（有蓋車）である。

## 概要
- 元は1924年（大正12年）から1925年（大正14年）に日本車輌製造で製造された愛知電気鉄道の15 t積木造有蓋車ワム5000形（ワム5000 - ワム5052）である。53両が製造された。同時期に製造された愛知電気鉄道ツム5500通風車とは寸法などは共通である。当初は10 t 積として運用されていたが、軌道強化による軸重上限の引き上げにより本来の15 t 積として運用されることとなった。53両中13両（ワム5000 - ワム5012）は当初から知多郡常滑町（現・常滑市）の荷主の私有貨車であった。1935年（昭和10年）に名岐鉄道と愛知電気鉄道が合併し名古屋鉄道が発足すると、全車が名古屋鉄道に引き継がれる。1941年（昭和16年）にワム5000形（ワム5001 - ワム5053）に改番する。

- 国鉄直通貨車であり、主に常滑線などの東部線で運用され、常滑焼の甕や土管の輸送などに使用された。1954年（昭和29年）に名古屋鉄道が渥美線を豊橋鉄道へ譲渡すると、渥美線に所属していた6両（ワム5014 - ワム5019）は豊橋鉄道へ移る。昭和30年代後半から昭和40年代前半には数両が私有貨車に振り分けられ、20両程が常滑通運[1]、大同製鋼の私有貨車として運用された。

- 国鉄の貨物列車の速度がヨンサントオダイヤ改正により75 km/hに引き上げられるのに伴い、老朽化の進んだワム5000形はその条件に対応できなかったこと、また、名鉄の私有貨車制度の廃止により、1968年（昭和43年）に形式消滅となった。

- 豊橋鉄道へ移った6両はワム20形貨車（ワム21 - ワム26）に改番し、渥美線で運用される。1984年（昭和59年）に貨物営業廃止により形式消滅。1両（ワム21。元ワム5014）は伊良湖フラワーパークでデキ200形電気機関車（デキ201）とともに静態保存されていたが、2005年（平成17年）に伊良湖フラワーセンターが閉鎖された際に撤去された。